# Тисовський Василь
Тисовський Василь (1851–1919) — український галицький педагог, редактор. Батько Олександра Тисовського, учитель Академічної гімназії у Львові (1878–1884), згодом директор гімназії в Самборі; співредактор «Діла» і редактор «Зорі» (1890–1891). Був учасником руху народовців.